# Эргашев, Кахрамон Файзуллаевич
Кахрамон Файзуллаевич Эргашев (род. 1 октября 1964, Китабский район, Кашкадарьинская область) — узбекский политический деятель. Депутат Законодательной палаты Олий Мажлиса Республики Узбекистан.

## Биография
Родился 1 октября 1964 года в Китабском районе Кашкадарьинской области. В 1987 году окончил заочное отделение Ташкентского института народного хозяйства по специальности экономист.
Трудовую деятельность начал в 1981 году фасовщиком на межрайонной базе Китабского района.
В 1985—1986 гг. работал товароведом в потребительском обществе города Китаба.
В 1987—1992 гг. — директор торгового центра «Бахт».
В 1992—1995 гг. — председатель потребительского общества.
В 1995—1998 гг. — руководитель производственной фирмы «Китоб нон».
В 1998—2009 гг. — руководитель торгово-производственной фирмы «Davr».
В 2009—2010 гг. — руководитель частной фирмы «Окила» в городе Китабе.
С 2010 года депутат Законодательной палаты Олий Мажлиса Республики Узбекистан. Является членом Комитета по вопросам промышленности, строительства и торговли.